# Suzanne Latour
Suzanne Latour (* 1964 in Hamburg) ist eine deutsche Schriftstellerin.
Latour studierte nach dem Abitur von 1985 bis 1992 spanische und amerikanische Literatur an der Universität Hamburg und am Smith College in Massachusetts. Von 1993 bis 1999 war sie Dozentin für englische und spanische Sprache. Seitdem lebt sie als freie Schriftstellerin in Hamburg. 1993 erhielt sie einen Hamburger Förderpreis für Literatur, 1996 einen Bettina-von-Arnim-Preis, einen Literaturpreis für Kurzgeschichten der Zeitschrift Brigitte. Ihr erster Roman Eines Sommers im August erschien 1998 im Claassen-Verlag. 2009 folgte Spickerdeel im Leipziger Literaturverlag. Das Kalksteinschloss (2017) und der zweibändige Roman Die Dame vom See wurden 2019 bzw. 2020 bei Book on Demand veröffentlicht.